# Мигновичи
Мигновичи — деревня в Смоленской области России, в Монастырщинском районе. Население — 204 жителя (2007 год). Расположена в западной части области в 20 км к юго-западу от Монастырщины, в 6 км к востоку от границы с Беларусью на левом берегу реки Городня. Входит в состав Татарского сельского поселения.

## История
Впервые упоминается во времена войн с Речью Посполитой в 1654 году, как перешедшие во владения Смоленского архиерея с казённым пограничным форпостом. В 1666—1667 во время переговоров по Андрусовскому перемирию в деревне находилась делегация русского посольского приказа во главе с Афанасием Ордин-Нащокиным. Переговоры длились 9 месяцев. В 1667 году в деревне создана первая регулярная ямская почта от польско-литовского государства до Москвы В 1708 году в период Северной войны возле деревни состоялось сражение между русскими и шведскими войсками. 8 сентября 1708 года в деревне находился штаб Петра I-го. В 1786 году Мигновичи переходят во владение Государственной коллегии экономики, в 1781 году в деревне проживало 889 человек, была мельница. По состоянию на 1861 год в деревне было 479 жителей.

## Достопримечательности
- Памятник архитектуры: Церковь Вознесения, 1859 год.